# Saison 3 de H
Chronologie
Saison 2 Saison 4
Cet article présente la troisième saison de la série télévisée française H. Elle a été diffusée sur Canal+ du 9 décembre 2000 au 12 mai 2001 et a été tournée aux Studios de Boulogne à Boulogne Billancourt.
Cette saison marque le départ du personnage de Béatrice et l'arrivée de Charlotte, la fille du Professeur Strauss.

## Épisodes

### Épisode 9:Une histoire d'enlèvement
Christian Baltauss (docteur de la clinique du sport)

### Épisode 18:Une histoire de livre
- Le professeur Strauss n'apparaît pas dans l'épisode.
- Par clin d'œil, l'écrivain porte le nom du réalisateur de l'épisode, Éric Lartigau.